# Lodewijk Crijns
 (octobre 2018).
Lodewijk Crijns, né le 13 juillet 1970 à Eindhoven, est un réalisateur et scénariste néerlandais.

## Filmographie
- 1996 : Red Rag[2]
- 1997 : Throwing Out the Baby
- 1999 : Jesus is a Palestinian[3]
- 2001 : With Great Joy[4]
- 2003 : Loverboy[5]
- 2004 : Dokter Vogel[6]
- 2006 : Turkse chick[7]
- 2008 : Hitte/Harara[8]
- 2009 : Zwemparadijs[9]
- 2012 : Only Decent People[10]
- 2014 : Kankerlijers[11]
- 2019 : Le Tueur de l'autoroute (Bumperkleef)